# La voce dei venti
La voce dei venti  (La voix des airs) è un'opera di René Magritte realizzata con colori a olio e conservata nella Collezione Peggy Guggenheim di Venezia.

## Descrizione
Vi sono rappresentati tre grandi sonagli sospesi nel cielo, il tutto inserito in un paesaggio raffigurante un prato sul cui orizzonte si scorge una striscia di mare. Tutto il paesaggio è molto tranquillo, quasi surreale.

## Stile
I colori sono freddi e chiari. I tre sonagli sono sproporzionati rispetto al paesaggio e alla realtà. È presente l'uso della prospettiva aerea, già usata da Leonardo Da Vinci. Lo spazio è rappresentato in maniera fotografica, l'orizzonte è molto basso, e i sonagli occupano metà dell'opera.
In quest'opera si possono riconoscere alcuni degli aspetti tipici dell'opera di Magritte, come lo sproporzionare gli oggetti ed inserirli in un contesto reale (vedi I principi dell'autunno), oppure il far fluttuare oggetti apparentemente pesantissimi (vedi Il castello dei Pirenei).